# Jelena Isinbajevová
Jelena Gadžijevna Isinbajevová (rusky Елена Гаджиевна Исинбаева; * 3. června 1982, Volgograd) je bývalá ruská atletka, skokanka o tyči. Je první a zároveň jednou z pouhých tří žen, které v historii pokořily hranici 5 metrů v této disciplíně. Po skončení sportovní kariéry se stala sportovní funkcionářkou.

## Kariéra
Isinbajevová je dvojnásobnou olympijskou vítězkou. Na letních olympijských hrách 2004 v Athénách i na olympiádě v Pekingu vytvořila nové světové rekordy. V Athénách 491 cm, v Pekingu 505 cm. 28. srpna 2009 posunula na Zlaté lize ve švýcarském Curychu hodnotu světového rekordu na 506 cm.
Ve své kariéře překonala v hale i venku 28 světových rekordů. Je trojnásobnou mistryní světa (2005, 2007, 2013), vicemistryní (2002) a mistryní Evropy (2006) a trojnásobnou halovou mistryní světa (2004, 2006, 2008). Ve své sbírce má zlatou medaili i z halového mistrovství Evropy 2005 z Madridu. 20. září 2009 na mítinku v Šanghaji měla pokořit 507 cm, informace však byly nepravdivé. Ruská tyčkařka zvítězila výkonem 485 cm, byť o světový rekord se třikrát neúspěšně pokoušela.
V roce 2005 a 2008 se stala vítězkou ankety Atlet Evropy a třikrát byla zvolena atletkou světa (2004, 2005 a 2008).
Olympijských her v Rio de Janeiru v roce 2016 se nemohla účastnit kvůli dopingovému skandálu ruských atletů, přesto však byla zvolena do komise sportovců při Mezinárodním olympijském výboru (MOV) na osmileté období. Poté dne 19. srpna 2016 oznámila konec kariéry.
V prosinci 2016 byla zvolena do dozorčí rady ruské antidopingové agentury RUSADA. Ve své funkci aktivně kritizovala ruské whistleblowery, kteří poukazovali na dopingové skandály a roli RUSADy v těchto skandálech.
Po Ruské invazi na Ukrajinu v roce 2022 byl výkon její funkce v MOV pozastaven, když sportovala za armádní sportovní klub CSKA Moskva a v ruské armádě má od roku 2015 hodnost majorky. Proto byla zařazena na ukrajinský sankční seznam. Etická komise MOV nenašla důkazy, že by Isinbajevová aktivně podporovala tuto válku a v roce 2023 byla její funkce v komisi sportovců obnovena.

## Osobní život
Jelena pochází, stejně jako její otec, z malého kavkazského etnika Tabasaránců, které převážně žije v Dagestánské republice na jihu Ruské federace. Její otec byl instalatér, matka prodavačka.
V roce 2012 podpořila Vladimira Putina v předvolební kampani k prezidentským volbám v roce 2012, v roce 2018 taktéž. V roce 2020 byla členem pracovního týmu, který připravil změnu Ústavy Ruské federace, která mj. umožnila Vladimiru Putinovi znovu opakovaně kandidovat v prezidentských volbách. V roce 2013 aktivně podpořila Ruský zákon proti LGBT propagandě a kritizovala sportovce, kteří proti němu vystupovali. V roce 2017 se stala členem představenstva ruské organizace Junarmija  pro vojenskou výchovu dětí a mládeže pro potřeby Ozbrojených sil Ruské federace. 
V červnu 2014 se jí narodila dcera Eva, v prosinci 2014 se vdala za jejího otce oštěpaře Nikitu Petinova, o osm let mladšího. V únoru 2018 se jim narodil syn Dobryňa. Obě děti se narodily v Monaku.
V roce 2023 vyšlo najevo, že vlastní několik nemovitostí na španělském ostrově Tenerife, kde také trvale s manželem a dětmi žije. Nemovitosti si zakoupila dva týdny po zahájení Ruské invaze v roce 2022, čímž ve Španělsku získala trvalý pobyt.

## Osobní rekordy
Dráha
- Skok o tyči – 506 cm (2009)  (Současný světový rekord) a ER

Hala
- Skok o tyči – 501 cm (2012) - Současný evropský rekord